# Timo Gebhart
Pour les articles homonymes, voir Gebhart.
Timo Gebhart est un footballeur allemand né le 12 avril 1989 à Memmingen. Il évolue principalement au poste de milieu de terrain. Il est actuellement sous contrat avec le club allemand du Hansa Rostock.

## Carrière
Formé au TSV Munich 1860 où il fait ses débuts en 2. Bundesliga en août 2007, il rejoint en décembre 2008 le VfB Stuttgart qui évolue en Bundesliga. De 2009 à 2012, il dispute 76 matchs et marquent 4 buts avec le club souabe. En 2012, il quitte Stuttgart pour le 1. FC Nuremberg.
Il a évolué de 2005 à 2010 dans toutes les sélections de jeunes allemands des moins de 16 ans à la sélection espoirs. Avec la sélection allemande des moins de 19 ans, il a remporté le Championnat d'Europe de football des moins de 19 ans 2008.

## Palmarès

### en club
Néant

### en sélection
- Allemagne
  - Vainqueur du Championnat d'Europe des moins de 19 ans : 2008